# Marie-Theres Hammes-Rosenstein
Marie-Theres Hammes-Rosenstein (* 12. September 1954 in Zettingen; † 13. Januar 2019) war eine deutsche Verwaltungsjuristin und Kommunalpolitikerin (CDU).

## Leben und Beruf
Nach dem Abitur 1973 am Koblenzer Gymnasium auf der Karthause studierte sie Rechtswissenschaften an der Universität Mainz und schloss 1981 mit dem zweiten Staatsexamen ab. Ab 1982 war sie Geschäftsführerin und Anwältin des Einzelhandelsverbandes Mittelrhein. Von 1998 an arbeitete sie als Rechtsanwältin in Koblenz mit den Schwerpunkten Arbeits- und Sozialrecht. Ab 2003 war sie zudem Frauenreferentin der Universität Koblenz-Landau.
Hammes-Rosenstein war verheiratet und hatte zwei Kinder.

## Öffentliche Ämter
Vom 1. April 2007 bis zum 30. November 2018 war sie Bürgermeisterin und erste hauptamtliche Beigeordnete der Stadt Koblenz. Sie leitete den Fachbereich „Sicherheit, Ordnung, Katastrophenschutz, Soziales, Jugend, Sport und Entsorgung“ und war Stellvertreterin der Oberbürgermeister Eberhard Schulte-Wissermann, Joachim Hofmann-Göttig und David Langner. Zum 30. November 2018 hatte sie ihr Amt aus gesundheitlichen Gründen niedergelegt.